# Chaunacops melanostomus
Chaunacops melanostomus is een straalvinnige vissensoort uit de familie van chaunaciden (Chaunacidae). De wetenschappelijke naam van de soort is voor het eerst geldig gepubliceerd in 1989 door Caruso.